# 古代罗马大地产制
大地产（拉丁語：latifundium） 是人們對古代罗马境內大型私有土地的稱呼。羅馬帝國對外出口的谷物、橄榄油或葡萄酒都來自這些大型私人土地。這些土地上的勞動力主要是奴隸。很多人通過购买、承租公有地形成了自己的大面積私人土地。格拉古兄弟改革期間曾限制占有公有地，這時期大地产制的发展一度受阻。不過2至5世纪地中海地区主要的土地所有制形式依舊是大地产制。